# Cru
Cru ist ein Weinbegriff und bedeutet wörtlich „Gewächs“, wird aber im Sinne von „Weingebiet“ verwendet und ist in Frankreich eine Prädikatsbezeichnung für höher klassifizierte Regionen und deren Weine. 
Je nach Güte der Lage werden diese in Crus classés eingeteilt. Er bezeichnet häufig Einzellagenweine und wird meist in Verbindung mit einer Qualitätsbezeichnung, wie Grand Cru oder Premier Cru, gebraucht.